# Malcolm Glazer
Malcolm Irving Glazer (Rochester, 15 de agosto de 1928 — Rochester, 28 de maio de 2014) foi um empresário estadunidense, proprietário do time de futebol americano Tampa Bay Buccaneers e também de um dos maiores clubes do futebol inglês, o Manchester United. Possuía uma fortuna estimada em US$ 4,4 bilhões de dólares.